# Molí del Roure
Molí del Roure és un molí de Susqueda (Selva) inclosa a l'Inventari del Patrimoni Arquitectònic de Catalunya.

## Descripció
A prop del mas el Roure, del qual rep el nom, al curs de la riera de l'Om, trobem les restes vivents del Molí del Roure.
Per tal d'analitzar amb major rigor i exactitud el molí, podem afirmar que aquesta construcció està estructurada en dues parts físiques molt evidents: per una banda tenim l'antic molí que aprofitava les aigües de la riera de l'Om. El molí descansa directament sobre la penya del riu i està arran d'aigua. Es tracta d'una construcció vertical de tres pisos. En el nivell que es troba arran d'aigua trobem una gran boca o obertura per on circulava l'aigua. En els espais equivalents al pis intermedi i al superior trobem una sèrie de finestres matusseres bastant irrellevants. A l'interior encara es pot observar les restes vivents de la maquinària emprada i de les eines que s'utilitzaven per al bon funcionament del molí.
Mentre que per l'altra en la part superior del molí trobem una edificació que consta de tres plantes i que està coberta amb una teulada a dues aigües de vessants a laterals. Tant el portal com les diverses obertures dels respectius pisos han estat resolts de forma bastant matussera i barroera, ja que són molt irregulars.
Les dues construccions es troben emplaçades en un terreny molt irregular. Això ha provocat la disposició accidentada tant del molí, el qual descansa directament sobre la penya del riu i a escassos centímetres de l'aigua, i de l'habitatge el qual està ubicat en un pendent bastant accentuada.
El procediment emprat per a la resolució dels dos espais és similar, és a dir pedres fragmentades, còdols de riu manipulats a cops de martell i blocs rústics de pedra sense desbastar i treballar i tota aquesta barreja lligada amb morter de calç i sense cap mena de revestiment.
Pel que fa a l'estat de conservació cal dir que el de l'edificació és bastant bo, ja que aquesta és utilitzada esporàdicament com a habitatge o refugi. No és el cas però del molí, el qual es troba immers en un estat preocupant de conservació, ja que en estar abandonat i fora d'ús s'ha iniciat el procés de degradació i esfondrament.

## Història
El Molí del Roure, cal contextualitzar-lo en l'antic veïnat de Fornils. Situat a la plana ondulada que s'estén entre la cinglera del Far i Casadevall i la petita serra de Sant Pau al sud. És travessada pel torrent de l'Om.
Aquest veïnat, avui deshabitat, està conformat per algunes masies, la majoria de les quals estan documentades des de finals del segle xiii, i les capelles de Sant Pau de Fornils, documentada des de l'any 1269 encara que l'edifici actual és del segle xix i Sant Pere de Fornils de la que en queda només l'absis romànic.